# Tři pilíře Evropské unie
Maastrichtská smlouva přetvořila předcházející Evropská společenství v Evropskou unii – EU. Současně s tím formálně rozdělila politiku EU v nové organizační a právní struktuře EU do tří hlavních oblastí jednotlivých tzv. politik EU (oblastí politické činnosti), které byly pojmenovány „pilíře“.

## Přehled
První „pilíř“ – Evropské společenství – označuje primární a sekundární právo Evropské unie, týká se mimo jiné ekonomických, sociálních a ekologických záležitostí.
Druhý „pilíř“ – Společná zahraniční a bezpečnostní politika – se, vedle zmíněných zahraničních a bezpečnostních, týká také obranných (vojenských) záležitostí. (Smlouva o Evropské unii, Hlava IV.)
Do třetího „pilíře“ – Spolupráce v oblasti vnitřní bezpečnosti a justice – byly umístěny zbývající záležitosti. Druhá a třetí oblast vzešly rozšířením a rozdělením původní oblasti Spravedlnost a vnitřní věci. (Smlouva o Evropské unii, Hlava V.)
| Politika Evropské unie – „Tři pilíře“ | Politika Evropské unie – „Tři pilíře“ | Politika Evropské unie – „Tři pilíře“                                                                                    |
| I. Evropská společenství | II. Společná zahraniční a bezpečnostní politika | III. Policejní a justiční spolupráce                                                                                     |
| --- | --- | --- |
| - Společná zemědělská politika - Hospodářská a měnová unie - Celní unie a Společný trh - Společná obchodní politika - Regionální a strukturální politika - Dopravní politika - Sociální politika - Schengenský prostor - Občanství EU - Vědecko-výzkumná politika - Politika hospodářské soutěže - Ekologická politika - Politika ochrany spotřebitele - Vzdělání a kultura - Společná rybolovná politika - Azylová a přistěhovalecká politika | Zahraniční politika: - Spolupráce v zahraniční politice - Dodržování míru - Volební pozorovatelé - Lidská práva - Demokracie - Rozvojová pomoc Bezpečnostní politika: - Evropská bezpečnostní politika - Evropské síly rychlé reakce - Odzbrojování | - Pašování drog a obchod se zbraněmi - Obchod s lidmi - Terorismus - Zločiny proti dětem - Organizovaný zločin - Korupce |

## Rozhodování
Komise, Parlament a Rada EU rozhodují o záležitostech prvního „pilíře“, a sice kvalifikovanou většinou. Zatímco o věcech druhého a třetího „pilíře“ rozhoduje pouze Rada, rozhodnutí musí být jednomyslná.

## Dějiny
Toto rozdělení správy věcí EU vzniklo v jednáních vedoucích k Maastrichtské smlouvě. Cílem tehdejšího Společenství bylo – stejně jako dnes je snažením některých centrálních orgánů EU – posílit nebo centralizovat spolupráci. Tehdy především v zahraniční, bezpečnostní a obranné, azylové a přistěhovalecké politice, jako i v oblasti justice a zločinu.
Ale některé členské země nechtěly postoupit svou suverenitu Společenství v těchto oblastech, nebo některých z nich. Místo toho byly ale i nadále ochotny spolupracovat na mezivládní úrovni, zejména v rámci Evropské politické spolupráce (EPS).
Výsledkem jednání bylo, že tyto nové oblasti spolupráce byly rozděleny do dvou oblastí a formálně přidány k první, ve dvou dodatečných „pilířích“.
Pozdější dodatky a úpravy, potvrzené v Amsterdamské a Niceské smlouvě posílily původní záměr centralizace i v těchto oblastech. Mezi nimi – v Amsterdamské smlouvě – záležitosti azylu, migrace a justiční spolupráce, což vedlo k novému jménu třetí oblasti Policejní a soudní spolupráce v trestních věcech, zkráceně Policejní a justiční spolupráce. Ale vedle tohoto nového pojmu se i nadále používá starý pojem Spravedlnost a vnitřní věci, nebo Justice a vnitřní bezpečnost.

## Návrh Ústavy EU
Návrh Ústavy EU předpokládal další posílení spolupráce a její centralizace. Takže, pokud by byla ratifikována, bude rozdělení do tří „pilířů“ opuštěno a nahradí je jedna organizační a právní struktura. I tento návrh má, jako většinu ostatních, z Ústavy EU převzít tzv. Reformní smlouva.
| Podpis Platnost Smlouvy   | 1948 Brusel                                             | 1951 1952 Pařížská        | 1954 1955 Paříž. doh.                     | 1957 1958 Římské                          | 1965 1967 Slučovací                                       | 1975 TREVI                                         | 1985 Schengenská                                   | 1986 1987 JEA                                      | 1992 1993 Maastrichtská                            | 1992 1993 Maastrichtská | 1997 1999 Amsterodamská | 2001 2003 Niceská  | 2007 2009 Lisabonská | 2007 2009 Lisabonská |  |  |  |  |  |  |  |  |
|                           |                                                         |                           |                                           |                                           |                                                           |                                                    |                                                    |                                                    |                                                    |                         |                         |                    |                      |                      |  |  |  |  |  |  |  |  |
| Tři pilíře Evropské unie: |                                                         |                           |                                           |                                           |                                                           |                                                    |                                                    |                                                    |                                                    |                         |                         |                    |                      |                      |  |  |  |  |  |  |  |  |
| Evropská společenství:    |                                                         |                           |                                           |                                           |                                                           |                                                    |                                                    |                                                    |                                                    |                         |                         |                    |                      |                      |  |  |  |  |  |  |  |  |
|                           | Evropské společenství pro atomovou energii (EURATOM)    |                           |                                           |                                           |                                                           |                                                    |                                                    |                                                    |                                                    |                         |                         |                    |                      |                      |  |  |  |  |  |  |  |  |
|                           |                                                         |                           | Evropské společenství uhlí a oceli (ESUO) | Evropské společenství uhlí a oceli (ESUO) | Evropské společenství uhlí a oceli (ESUO)                 | Evropské společenství uhlí a oceli (ESUO)          | Smlouva vypršela v roce 2002                       | Smlouva vypršela v roce 2002                       | Smlouva vypršela v roce 2002                       |                         | Evropská unie (EU)      | Evropská unie (EU) |                      |                      |  |  |  |  |  |  |  |  |
|                           |                                                         |                           | Evropské hospodářské společenství (EHS)   |                                           |                                                           |                                                    |                                                    |                                                    |                                                    |                         | Evropská unie (EU)      | Evropská unie (EU) |                      |                      |  |  |  |  |  |  |  |  |
|                           |                                                         |                           |                                           | Schengenská smlouva                       |                                                           |                                                    | Evropské společenství (ES)                         | Evropské společenství (ES)                         |                                                    |                         | Evropská unie (EU)      | Evropská unie (EU) |                      |                      |  |  |  |  |  |  |  |  |
|                           |                                                         | TREVI                     | TREVI                                     | TREVI                                     | Spolupráce v oblasti spravedlnosti a vnitřních věcí (SVV) |                                                    | Evropské společenství (ES)                         | Evropské společenství (ES)                         |                                                    |                         | Evropská unie (EU)      | Evropská unie (EU) |                      |                      |  |  |  |  |  |  |  |  |
|                           | Policejní a soudní spolupráce v trestních věcech (PJCC) | TREVI                     | TREVI                                     | TREVI                                     | Spolupráce v oblasti spravedlnosti a vnitřních věcí (SVV) |                                                    |                                                    |                                                    |                                                    |                         | Evropská unie (EU)      | Evropská unie (EU) |                      |                      |  |  |  |  |  |  |  |  |
|                           |                                                         |                           |                                           |                                           | Evropská politická spolupráce (EPS)                       | Společná zahraniční a bezpečnostní politika (SZBP) | Společná zahraniční a bezpečnostní politika (SZBP) | Společná zahraniční a bezpečnostní politika (SZBP) | Společná zahraniční a bezpečnostní politika (SZBP) |                         | Evropská unie (EU)      | Evropská unie (EU) |                      |                      |  |  |  |  |  |  |  |  |
| Bruselský pakt            | Bruselský pakt                                          | Západoevropská unie (ZEU) | Západoevropská unie (ZEU)                 | Západoevropská unie (ZEU)                 | Západoevropská unie (ZEU)                                 | Západoevropská unie (ZEU)                          | Západoevropská unie (ZEU)                          |                                                    |                                                    |                         |                         | Evropská unie (EU) |                      |                      |  |  |  |  |  |  |  |  |
| Bruselský pakt            | Bruselský pakt                                          | Západoevropská unie (ZEU) | Západoevropská unie (ZEU)                 | Západoevropská unie (ZEU)                 | Západoevropská unie (ZEU)                                 | Západoevropská unie (ZEU)                          | Západoevropská unie (ZEU)                          | Smlouva vypršela v roce 2011                       |                                                    |                         |                         |                    |                      |                      |  |  |  |  |  |  |  |  |
|                           |                                                         |                           |                                           |                                           |                                                           |                                                    |                                                    |                                                    |                                                    |                         |                         | z • d • e          |                      |                      |  |  |  |  |  |  |  |  |